# Lago Kokora
Il lago Kokora (in russo Кокора?) è un lago della Russia siberiana settentrionale, che si trova nella parte nord-orientale del vasto bassopiano della Siberia settentrionale oltre il circolo polare artico. Dal punto di vista amministrativo si trova nel Tajmyrskij rajon del Territorio di Krasnojarsk, nel Circondario federale della Siberia. 

## Geografia
Il lago è alimentato dalle precipitazioni e da vari torrenti; emissario, nella parte sud-occidentale, è il fiume Kegerdi (Кегерди) del bacino della Chatanga.
Il Kokora ha una superficie di 162 km² e un bacino idrografico di 348 km². La sua lunghezza è di 18,5 m, per una larghezza di 11 km. Per la maggior parte dell'anno è coperto dal ghiaccio.